# 羅蘭·高蝶
羅蘭·高蝶 （法語：Laurent Gaudé，1972年7月6日—）是法國一位著名的小說家及劇作家，2004年憑《史柯塔的太陽》獲得了法國最重要的文學獎“龔古爾文學獎”，成為史上龔古爾文學獎最年輕的得獎者。